# Friheden fører folket på barrikaderne
Friheden fører folket på barrikaderne er et maleri af Eugène Delacroix, det anses som et af fransk kunsts mesterværker. Det forestiller et slag under Julirevolutionen i 1830. En kvinde med blottede bryster hæver i triumf det franske flag mod himlen.

## Kunstneren
Delacroix sagde til sin bror mens han arbejde på værket:
| „ | Hvis jeg ikke har kæmpet for mit land, kan jeg da i det mindste male for det. | “ |

## Motiv
Maleriet forestiller en kvinde, der personificerer friheden, med det franske flag, trikoloren, i den ene hånd og en riffel i den anden, og fører folk over barrikaden. Som hovedklæde hun kaldte en frihedshue.

## Modtagelse
Friheden fører folket på barrikaderne blev vist på Salonen 1831. Den franske regering købte maleriet i 1831 til 3.000 francs.

## Gengivelse på andre steder
Den kvindelie frontfigur med trikoloren har prydet den franske pengeseddel, 100 francen, indtil euroen blev indført.

## Hærværk
Maleriet blev 7. februar 2013 udsat for hærværk, da en kvinde oversprøjtede det med spraymaling, og skrev AE911 i maleriets nederst højre hjørne, en reference til konspirationsteorien om angrebet på World Trade center.

## Værket som inspiration
- Den danske kunstner Peter Carlsen har lavet en dansk version af maleriet.

- Det siges, at kvinden på maleriet er den afgørende inspiration til Frihedsgudinden i New York.

- Den bevæbnede dreng til højre for kvindelige figur inspirerede den franske forfatter Victor Hugo til karakteren af Gavroche i sin roman Les Misérables.

- Det britiske band Coldplay brugte Friheden fører folket på barrikaderne til omslaget af udgivelsen i juni 2008 Viva la Vida or Death and All His Friends.

- Bandet Laibach brugte Friheden fører folket på barrikaderne, sammen med billedet af en trommeslager, på en officiel band t-shirt fra 2012.